# Isabelle (film 2018)
Isabelle è un film del 2018 diretto da Mirko Locatelli.
Il film è stato presentato in concorso al Montreal World Film Festival.

## Trama
Isabelle è un'astronoma di origini francesi, vive in Italia in una grande casa immersa tra i vigneti sulle colline nei pressi di Trieste. Il sole splende sulla campagna, il mare a pochi chilometri si infrange sulla costa rocciosa, il paesaggio è un paradiso e come tutte le estati suo figlio Jérôme passerà qualche tempo con lei. Isabelle lo ama molto, è pronta a fare qualsiasi cosa per lui, ma l'incontro con Davide, un giovane che sta attraversando un momento di grande difficoltà, stravolgerà le loro vite e Isabelle dovrà compiere una scelta che porterà inevitabilmente a un epilogo doloroso.

## Riconoscimenti
- 2018 - Montreal World Film Festival
  - Premio Miglior Sceneggiatura a Mirko Locatelli e Giuditta Tarantelli
- 2018 - Cape Town International film Market & Festival
  - Premio Miglior Attrice a Ariane Ascaride